# FK Ahal
O FK Ahal(Em turcomeno, Altyn Asyr futbol kluby) é um clube de futebol do Turcomenistão fundado em 1989 na cidade de Annau. Disputa a primeira divisão do Campeonato Turcomeno de Futebol, também chamado no país de Liga dos Campeões do Turcomenistão. Foi campeão quatro vezes seguidas nos anos de 2014, 2015, 2016 e 2017. Conquistou também a Copa do Turcomenistão de 2009, 2015 e 2016 e tem feito participações regulares na Copa AFC. O time joga no Estádio Ashgabat.
O FK Ahal terminou o Campeonato Turcomeno em segundo lugar, atrás apenas do campeão, Altyn Asyr,  mas na Taça do Turcomenistão de 2017[carece de fontes?] a história foi diferente, onde Ahal concluiu a competição como campeão.